# Dez Abominações (China)
As Dez Abominações (十惡) eram uma lista de ofensas sob o direito tradicional chinês que eram consideradas as mais abomináveis e que ameaçavam o bem-estar da sociedade civilizada. Eles estão listados abaixo. Os três primeiros foram crimes capitais:
1. Planejar rebelião (謀反): para derrubar o regime atual. O comentário afirma: "O governante ou pai não tem portos [de tramas]. Se ele tem tais tramas, ele deve matá-los." Isso significa que, se alguém abriga pensamentos rebeldes contra o governante ou pai, deve matá-los.
2. Planejar grande sedição (謀大逆): danificar ou destruir templos reais, túmulos ou palácios. A antiga crença chinesa no feng shui equiparava o dano intencional da propriedade real a lançar uma maldição sobre o soberano. Este tipo de pessoa quebra as leis e destrói a ordem e vai contra a virtude.
3. Traição (謀叛): desertar para um estado inimigo, geralmente carregando segredos nacionais.
4. Parricídio (惡逆): prejudicar ou assassinar os próprios pais e avós; assassinar os próprios parentes mais velhos ou do marido.
5. Depravação (不道): matar três ou mais pessoas inocentes; estripar o corpo de uma vítima depois de cometer um assassinato; produzir gu (veneno) e usá-lo para lançar maldições.
6. Grande irreverência (大不敬): lesa-majestade ; para mostrar desrespeito ao Imperador ou sua família.
7. Falta de piedade filial (不孝): maltratar os pais ou avós, ou obter entretenimento durante os períodos de luto (até três anos para os pais).
8. Discórdia (不睦): prejudicar ou processar o marido ou parentes mais velhos.
9. Injustiça (不義): traição mesquinha ; assassinar seus superiores, mentores ou funcionários do governo local.
10. Incesto (內亂): realmente definido como ter casos com as esposas ou concubinas do pai, avô ou outros parentes do sexo masculino mais velhos.[2][1]

Privilégios legais, como as Oito Deliberações (China), não eram aplicáveis às Dez Abominações devido à sua gravidade.